# Duby na Pohansku

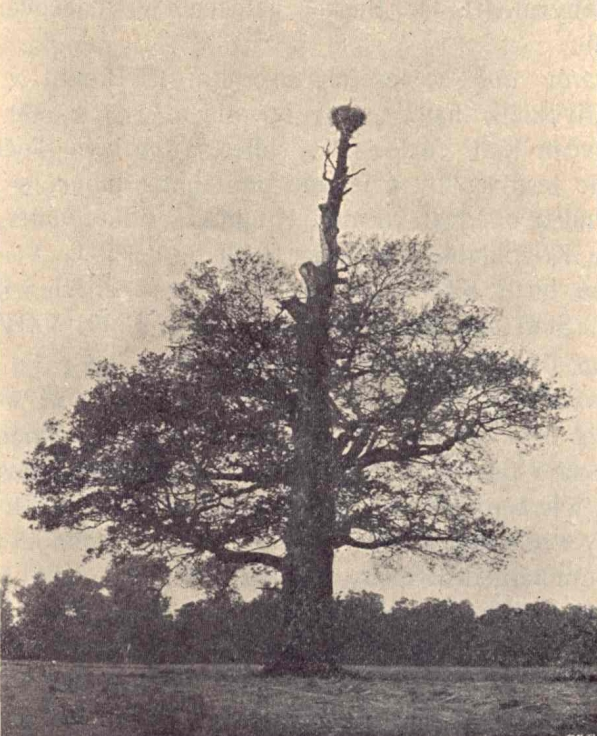
Dub u zámku Lány s čapím hnízdem
kolem roku 1900

Duby na Pohansku jsou staré památné stromy, které rostou ve východní části území Lednicko-valtického areálu.

## Stav stromů a poloha
Oblast je součástí několika se překrývajících chráněných území:
- Lednicko-valtický areál (památkově chráněná lokalita)
- Biosférická rezervace Dolní Morava
- EVL Soutok - Podluží
- PL Soutok - Tvrdonicko

Duby rostou roztroušeně na Pohanských a Lánských loukách (původně součást Pohanského polesí) na rozhraní katastrálních území Břeclav a Lanžhot. V rámci výzkumu Mendelovy univerzity v Brně zde bylo napočítáno několik set stromů. Jsou v různém stavu, mnohé již suché, některé v podobě dožívajících torz. Řada z nich podléhá napadení dřevokazným hmyzem, často ale vzácnými druhy, jako například larvami tesaříka obrovského. Většina stromů nenese žádné specifické označení, některé ale jsou pro svoji výjimečnost uváděny samostatně:

### Dub císařský
Stál na severozápadním konci louky Přední pohanská až do 28. března 1895, kdy podlehl větru. 32 metrů vysoký strom dosáhl obvodu kmene v prsní výšce 685 cm. V době zániku byl přes 400 let starý. Dřevní hmota byla odhadnuta na 30 m³ až po první rozvětvení a 24 m³ pro větve a ostatní části – celkem tedy 54 m³. Vydal 76 metrů prost. palivového dřeva.

### Největší dub na Pohansku
Roste na louce nedaleko archeologického naleziště. Dosáhl obvodu 805 cm, výšky 25 m a odhadovaného věku 500 let (údaje k roku 2011). Kmen je zastíněn menšími keři, což zřejmě pomáhá udržet lepší zdravotní stav stromu.

### Dub v polesí Pohanská
Dosahoval 26 metrů a obvodu kmene v prsní výšce 6 metrů (1908).

### Dub u zámku Pohansko
Prastarý dub, který rostl u zámku Pohansko byl známý tím, že se v jeho dutině „donedávna“ (informace z roku 1908) zdržoval jelen šestnácterák.

### Dub u zámku Lány
Starý dub, který na vrcholu kmene nesl čapí hnízdo.

## Historie
Duby na Pohansku zmiňuje již časopis České lesnické rozhledy v roce 1904. Další zmínky uvádí časopis Háj roku 1908 a následně ve svém díle i Jan Evangelista Chadt-Ševětínský.

## Další zajímavosti
Dubům byl věnován prostor v pořadu České televize Paměť stromů, záběry se objevily v řadě dílů, především pak v č. 1 Stromy se na nás dívají (obraz 16) a č. 3 Slovanská lípa versus germánský dub (obraz 13). Ve svém díle je zachytil i akademický malíř Jaroslav Turek.